# Cornești (gmina Gârbău)
Cornești – wieś w Rumunii, w okręgu Kluż, w gminie Gârbău. W 2011 roku liczyła 149 mieszkańców.